# Эскортные корабли типа «Симусю»
Эскортные корабли типа «Симусю» (яп. 占守型海防艦 Симусюгата кайбо:кан) — тип японских эскортных кораблей. Вместе с более поздним типом «Эторофу» были также известны как кайбоканы типа A.

## Строительство
Заказаны в 1937 году по третьей программе замены флота. В 1938—1941 годах на верфях Сасебо, Иокогамы и Тамано было построено 4 корабля этого типа. От постройки ещё 4 единиц отказались.
Развитием проекта стали эскортные корабли типа «Эторофу».

## История службы
4 корабля этого типа использовались для эскортирования войсковых транспортов и патрульной службы у берегов самой Японии. В 1942—1943 годах прошли модернизацию с заменой 2 спаренных зенитных автоматов на 5 строенных, установкой 76-мм бомбомёта и увеличением боекомплекта глубинных бомб до 60 (за счёт снятия трального оборудования).
«Исигаки» был потоплен в 1944 году американской подводной лодкой, остальные представители этого типа пережили войну. «Симусю» был передан СССР (списан в 1959 году), «Кунасири» затонул в 1946 году, «Хатидзё» разобрали на металл в 1948.

## Представители
| Название            | Место постройки                | Заложен              | Спущен на воду        | Введён в эксплуатацию | Судьба                                                                                             |
| ------------------- | ------------------------------ | -------------------- | --------------------- | --------------------- | -------------------------------------------------------------------------------------------------- |
| Симусю (яп. 占守)   | Верфь «Мицуи», Тамано          | 29 ноября 1938 года  | 13 декабря 1939 года  | 30 июня 1940 года     | После войны передан СССР по репарациям, переименован в ЭК-31, а позже в ПС-25. Списан в 1959 году. |
| Хатидзё (яп. 八丈)  | Морской арсенал Сасебо, Сасебо | 3 августа 1939 года  | 10 апреля 1940 года   | 31 марта 1941 года    | Разобран на металл в 1948 году.                                                                    |
| Кунасири (яп. 国後) | Верфь «Цуруми», Иокогама       | 1 марта 1939 года    | 6 мая 1940 года       | 3 октября 1940 года   | Затонул 4 июня 1946 года.                                                                          |
| Исигаки (яп. 石垣)  | Верфь «Мицуи», Тамано          | 15 августа 1939 года | 14 сентября 1940 года | 15 февраля 1941 года  | Торпедирован USS Herring 31 мая 1944 года.                                                         |